# Bukovje Podvrško
Bukovje Podvrško is een plaats in de gemeente Samobor in de Kroatische provincie Zagreb. De plaats telt 46 inwoners (2001).